# Daniel Giddens
Daniel Patterson Harvey Giddens (Mableton, 4 luglio 1997) è un cestista statunitense.